# Dömör-kapui-barlang
A Dömör-kapui-barlang a Duna–Ipoly Nemzeti Parkban, a Visegrádi-hegységben lévő Szentendre területén található egyik üreg.

## Leírás
A Szentendre felé folyó Bükkös-patak északi partján, a Dömör-kapunál található kőfejtőben, a patak mentén haladó műúttól körülbelül 15–20 méterre található. A bejárata már az útról is jól látszik.
A befoglaló kőzete kompakt andezit. Bejáratának szélessége 1,1 méter. Az üreg felmért hossza 15,88 méter és magassága 3,86 méter. Az első szakasza jól mutatja a tárójelleget. Itt a keresztszelvénye trapéz, ennek alját finom por borítja. Befelé haladva az üreg alja emelkedik és a szelvény ellaposodik. A kitöltés egyre több éles szélű kőtömböt tartalmaz. A járat a végén kettéágazik és járhatatlanná laposodik. Ezen a részen a mesterséges jelleg már teljesen eltűnt. A főte veszélyesen omlik, a fagyrepesztés hatása egyértelműen megfigyelhető. Érdekes, hogy a várhatóval ellentétben a fagy hatása a bejárattól távolodva erősebb. Ennek oka, hogy a beszivárgó víz mennyisége befelé jelentősen megnövekszik, a bejárat viszont teljesen száraz.
Eredetileg teljesen mesterséges táró volt, de a konzekvenciabarlanggá való alakulása erősen előrehaladott. A bejárat szembetűnősége miatt sok a látogatója és ennek megfelelően sok a szemét is benne.
1984-ben volt először Dömör-kapui-barlangnak nevezve az üreg az irodalmában. Előfordul az üreg az irodalmában Dömörkapui-barlang (Kárpát 1991), Dömörkapui barlang (Bertalan 1976), Dömösdi-sziklakapu és Dömötör-kapui-barlang (Eszterhás 1989) neveken is.

## Kutatástörténet
Az 1976-ban befejezett és Bertalan Károly által írt kéziratban az olvasható, hogy a Visegrádi-hegységben és a Pilis hegységben, Szentendrén helyezkedik el a Dömörkapui barlang. Szentendrétől NyÉNy-ra 5,7 km-re, a Bükkös-patak völgyében lévő Dömör-kapu kőfejtőjében van az üreg bejárata. 1969. évi 1:50.000 méretarányú erdészeti térképen szerepel. A kézirat üreget ismertető része 1 irodalmi mű alapján lett írva. Az 1984-ben kiadott Magyarország barlangjai című könyv országos barlanglistájában szerepel a Szentendre–Visegrádi-hegység barlangjai között az üreg Dömör-kapui-barlang néven. A listához kapcsolódóan látható a Dunazug-hegység barlangjainak földrajzi elhelyezkedését bemutató 1:500 000-es méretarányú térképen az üreg földrajzi elhelyezkedése.
Eszterhás István Magyarország nemkarsztos barlangjainak listája című kéziratában az olvasható, hogy a Visegrádi-hegységben, a 4900-as barlangkataszteri területen, Szentendrén lévő Dömötör-kapui-barlang andezitagglomerátumban alakult ki. A barlang ismeretlen méretű. A listában meg van említve az a Magyarországon, nem karsztkőzetben kialakult, létrehozott 220 objektum (203 barlang és 17 mesterséges üreg), amelyek 1989. év végéig váltak ismertté. Magyarországon 14 barlang keletkezett andezitagglomerátumban. Az összeállítás szerint Kordos László 1984-ben kiadott barlanglistájában fel van sorolva 119 olyan barlang is, amelyek nem karsztkőzetben jöttek létre.
A Kárpát József által 1991-ben írt kéziratban meg van említve, hogy a Dömörkapui-barlangnak (Szentendre) nem ismertek a méretei. Az Eszterhás István által írt Magyarország nemkarsztos barlangjainak lajstroma című, 1993-ban készült kézirat szerint a Visegrádi-hegységben, a 4900-as barlangkataszteri területen, Szentendrén helyezkedik el a Dömötör-kapui-barlang. A mesterségesen kialakított, barlangnak nevezett üreg ismeretlen kőzetben lett létrehozva. Az üreg 10 m hosszú és 1,5 m magas. Az összeállításban fel van sorolva az a Magyarországon, nem karsztkőzetben kialakult, létrehozott 520 objektum (478 barlang és 42 mesterséges üreg), amelyek 1993 végéig ismertté váltak. Magyarországon 4 barlang, illetve mesterségesen létrehozott, barlangnak nevezett üreg alakult ki, lett kialakítva ismeretlen kőzetben. A Visegrádi-hegységben 5 mesterséges üreg lett létrehozva nem karsztkőzetben.
1996-ban Tinn József írta le részletesen az üreget. 1996-ban Nagy Eszter és Tinn József mérték fel, majd a felmérés alapján elkészült az üreg térképe. A 2001. november 12-én készült Magyarország nemkarsztos barlangjainak irodalomjegyzéke című kézirat barlangnévmutatójában szerepel a Dömör-kapui-barlang. A barlangnévmutatóban fel van sorolva 10 irodalmi mű, amelyek foglalkoznak az üreggel. A 364. tétel nem említi, a 363. tétel említi.
A 2014. évi Karsztfejlődésben megjelent tanulmányban az olvasható, hogy a Visegrádi-hegység 13. leghosszabb barlangja a 13 m hosszú és 2 m magas Dömör-kapui-barlang. Szentendre határában van a felhagyott dömör-kapui andezitbánya. A kőfejtő alsó szintjén nyílik a konzekvenciabarlang, amely egykor robbantó menedék és raktár volt. A mennyezet leszakadozása által került egyre magasabbra az üreg. A Visegrádi-hegység 101 barlangjának egyike a Szentendrén található, 13 m hosszú és 3,8 m magas barlang. A publikációhoz mellékelt, a Visegrádi-hegység 10 m-t meghaladó hosszúságú barlangjainak elhelyezkedését bemutató ábrán látható az üreg földrajzi elhelyezkedése. A helyszínrajzot Eszterhás István szerkesztette.

## További irodalom
- Eszterhás István: Magyarországi vulkáni kőzetek barlangjainak genotipusai. Borsodi Műszaki-Gazdasági Élet, 1991. (36. évf.) 4. sz. 45–47. old.
- Eszterhás István: Konsequenzhöhlen in vulkanischen Gesteine. Proceedings of 12th International Congress of Speleology. La Chaux-de-Fonds, 1997. I. köt. 469–472. old.